# Quartinia mikhaili
Quartinia mikhaili (лат.) — вид цветочных ос (Masarinae) рода Quartinia семейства настоящих ос (Vespidae). Монголия. Новый вид назван в память о Михаиле Алексеевиче Козлове (1936—2006), крупном советском и российском энтомологе, собравшем большую часть образцов типовой серии в 1968 и 1970 годах.

## Описание
Мелкие осы (около 5 мм), в основном чёрного цвета с желтовато-коричневыми отметинами. Длина тела самки (от головы до вершинного края II тергита) 4—4,5 мм (общая длина тела около 5—5,5 мм); длина переднего крыла 3,5 мм. Длина тела самца (от головы до вершинного края II тергита) 3,5 мм (общая длина тела около 4,5 мм); длина переднего крыла 3 мм. Вид сходен с Quartinia mongolica (Morawitz, 1889), но отличается от него заметно большими размерами (общая длина тела 4,5—5,5 мм по сравнению с 3,5—4 мм у Q. mongolica), преимущественно чёрной окраской с бледно-жёлтым рисунком, обычно очерченным железистым и красноватым или красновато-коричневым апикальным тергитом у обоих полов (по сравнению с чёрной окраской с обширным оранжево-жёлтым рисунком и красновато-жёлтым апикальным тергитом у Q. mongolica), и менее широкой купулой по сравнению с остальными частями гениталий самца (по сравнению с более широкой купулой у Q. mongolica).
Базальный цвет самок чёрный. Следующие части бледно-жёлтые, окаймлённые буроватым: удлинённое медиальное пятно на наличнике, пятно на верхней части щеки, усики, за исключением коричневых дорсальных сторон скапуса и булавы, передняя полоса на переднеспинке, тегула, С-образное пятно на задней половине щитка, тонкая апикальная полоса на щитке, метанонум, апикальные полосы на I—V тергитах, ноги от вершин бёдер. Дистальная половина жвал, верхняя губа, VI тергит брюшка и VI стернит красноватые до красновато-коричневых. Крылья прозрачные; жилки и претостигма бледно-коричневые.
Окраска самцов похожа на таковую у самки, но наличник почти полностью беловато-жёлтый, а пятно на щеке отсутствует. VI тергит брюшка с апикальной полосой, как на предыдущем тергите; VI стернит, как предыдущие стерниты; VII тергит и VII+VIII стерниты красноватые.